# Phú Lợi, Cần Thơ
Phú Lợi là một phường thuộc thành phố Cần Thơ, Việt Nam.

## Địa lý
Phường Phú Lợi có vị trí địa lý:
- Phía đông giáp xã Tân Thạnh
- Phía tây giáp xã Mỹ Hương
- Phía nam giáp phường Mỹ Xuyên và xã Tài Văn
- Phía bắc giáp phường Sóc Trăng.

Phường Phú Lợi có diện tích 26,79 km², dân số năm 2024 là 95.516 người, mật độ dân số đạt 3.565 người/km².

## Lịch sử
Năm 1761, Phường 1 ngày nay nằm trên phạm vi Thủ số Trấn Giang khi xưa, một khu vực thuộc phần đất của làng Khánh Hưng do các chúa Nguyễn dày công mộ dân khai phá, mở rộng.
Năm 1867, Phường 1 thuộc làng Khánh Hưng, tổng Nhiêu Khánh, quận Châu Thành.

Trước năm 1975, Phường 1 thuộc xã Khánh Hưng, trung tâm tỉnh lỵ Ba Xuyên, có 2 ấp Khánh Tâm 1 và Khánh Tâm 2. Đối với ta, ấp Khánh Tâm 1, Khánh Tâm 2 cùng với các ấp Khánh Hùng, Khánh Hoà (Phường 1 và Phường 2 hiện nay) trong kháng chiến chống Mỹ cứu nước là khu vực 1, thị xã Sóc Trăng.
Sau năm 1975, thành lập Phường 1 thuộc thị xã Sóc Trăng trên cơ sở 2 ấp: Khánh Tâm 1, Khánh Tâm 2 và 5 khóm: 1, 2, 3, 4, 5. Sau này nhập Khóm 1 và Khóm 2 lại thành 1 khóm.
Ngày 20 tháng 9 năm 1975, Bộ Chính trị ban hành Nghị quyết số 245-NQ/TW về việc hợp nhất tỉnh Cần Thơ (ngoại trừ huyện Thốt Nốt), tỉnh Sóc Trăng, tỉnh Trà Vinh, tỉnh Vĩnh Long thành một tỉnh, tên gọi tỉnh mới cùng với nơi đặt tỉnh lỵ sẽ do địa phương đề nghị lên.
Ngày 20 tháng 12 năm 1975, Bộ Chính trị ban hành Nghị quyết số 19/NQ về việc hợp nhất tỉnh Cần Thơ (bao gồm cả huyện Thốt Nốt của tỉnh Long Xuyên), tỉnh Sóc Trăng thành một tỉnh mới, tên gọi tỉnh mới cùng với nơi đặt tỉnh lỵ sẽ do địa phương đề nghị lên.
Ngày 24 tháng 2 năm 1976, Chính phủ Cách mạng lâm thời Cộng hòa miền Nam Việt Nam ban hành Nghị định số 3/NQ/1976 về việc hợp nhất tỉnh Cần Thơ, tỉnh Sóc Trăng và thành phố Cần Thơ thành một tỉnh mới, lấy tên là tỉnh Hậu Giang.
Ngày 26 tháng 12 năm 1991, Quốc hội ban hành Nghị quyết về việc chia tỉnh Hậu Giang thành tỉnh Cần Thơ và tỉnh Sóc Trăng.
Ngày 30 tháng 10 năm 1995, Chính phủ ban hành Nghị định số 70-CP về việc:
- Sáp nhập 20,07 ha diện tích tự nhiên và 194 nhân khẩu của xã Phú Mỹ thuộc huyện Mỹ Tú vào Phường 2 thuộc thị xã Sóc Trăng.
- Thành lập Phường 9 thuộc thị xã Sóc Trăng trên cơ sở trên cơ sở 508,57 ha diện tích tự nhiên và 8.610 nhân khẩu của Phường 4.
- Thành lập Phường 10 thuộc thị xã Sóc Trăng trên cơ sở 124,4 ha diện tích tự nhiên và 48 nhân khẩu của Phường 3 thuộc thị xã Sóc Trăng ; 416,63 ha diện tích tự nhiên và 2.873 nhân khẩu của xã Đại Tâm thuộc huyện Mỹ Xuyên.

Sau khi điều chỉnh địa giới hành chính:
- Phường 2 có 599 ha diện tích tự nhiên và 14.034 nhân khẩu.
- Phường 4 có 871,32 ha diện tích tự nhiên và 10.264 nhân khẩu.[12]

Ngày 26 tháng 11 năm 2003, Quốc hội ban hành Nghị quyết số 22/2003/QH11 về việc chia tỉnh Cần Thơ thành thành phố Cần Thơ trực thuộc trung ương và tỉnh Hậu Giang.
Ngày 8 tháng 2 năm 2007, Chính phủ ban hành Nghị định số 22/2007/NĐ-CP về việc thành lập thành phố Sóc Trăng thuộc tỉnh Sóc Trăng. Phường 1, Phường 2, Phường 3, Phường 4, Phường 9 trực thuộc thành phố Sóc Trăng.
Tính đến ngày 31/12/2022, Phường 1 có diện tích 0,29 km², dân số là 6.587 người, mật độ dân số đạt 22.713 người/km² và có 4 khóm: 1, 2, 3, 4. Phường 9 có diện tích 5,31 km², dân số là 10.887 người, mật độ dân số đạt 2.050 người/km² và có 6 khóm: 1, 2, 3, 4, 5, 6.
Ngày 23 tháng 7 năm 2024, Ủy ban Thường vụ Quốc hội ban hành Nghị quyết số 1105/NQ-UBTVQH15 về việc sắp xếp đơn vị hành chính cấp xã giai đoạn 2023 – 2025 của tỉnh Sóc Trăng (nghị quyết có hiệu lực từ ngày 1 tháng 9 năm 2024). Theo đó:
- Sáp nhập toàn bộ 5,31 km² diện tích tự nhiên và quy mô dân số là 10.887 người của Phường 9 vào Phường 1.
- Sắp xếp các khóm của Phường 1:
  - Sáp nhập Khóm 1, Phường 9 vào Khóm 1 thuộc Phường 1.
  - Thành lập Khóm 2 thuộc Phường 1 trên cơ sở Khóm 2 và Khóm 3 của Phường 9.
  - Sáp nhập Khóm 2 vào Khóm 3 thuộc Phường 1.
  - Đổi tên Khóm 4 thành Khóm 7 thuộc Phường 1.
  - Chuyển Khóm 4, Phường 9 thành Khóm 4 thuộc Phường 1.
  - Chuyển Khóm 5, Phường 9 thành Khóm 5 thuộc Phường 1.
  - Chuyển Khóm 6, Phường 9 thành Khóm 6 thuộc Phường 1.

Phường 1 có 5,60 km² diện tích tự nhiên, quy mô dân số là 17.474 người và 7 khóm: 1, 2, 3, 4, 5, 6, 7.
Tính đến ngày 31/12/2024:
- Phường 1 có 7 khóm: 1, 2, 3, 4, 5, 6, 7.
- Phường 2 có 7 khóm: 1, 2, 3, 4, 5, 6, 7.
- Phường 3 có 9 khóm: 1, 2, 3, 4, 5, 6, 7, 8, 9.
- Phường 4 có 6 khóm: 1, 2, 3, 4, 5, 6.

Ngày 12 tháng 6 năm 2025, Quốc hội ban hành Nghị quyết số 202/2025/QH15 về việc sắp xếp đơn vị hành chính cấp tỉnh (nghị quyết có hiệu lực từ ngày 12 tháng 6 năm 2025). Theo đó, sáp nhập tỉnh Hậu Giang và tỉnh Sóc Trăng vào thành phố Cần Thơ.
Ngày 16 tháng 6 năm 2025, Ủy ban Thường vụ Quốc hội ban hành Nghị quyết số 1668/NQ-UBTVQH15 về việc sắp xếp các đơn vị hành chính cấp xã của thành phố Cần Thơ năm 2025 (nghị quyết có hiệu lực từ ngày 16 tháng 6 năm 2025). Theo đó, thành lập phường Phú Lợi thuộc thành phố Cần Thơ trên cơ sở toàn bộ 5,60 km² diện tích tự nhiên, quy mô dân số là 17.568 người của Phường 1; toàn bộ 6,17 km² diện tích tự nhiên, quy mô dân số là 30.504 người của Phường 2; toàn bộ 6,16 km² diện tích tự nhiên, quy mô dân số là 30.217 người của Phường 3 và toàn bộ 8,86 km² diện tích tự nhiên, quy mô dân số là 17.227 người của Phường 4 thuộc thành phố Sóc Trăng, tỉnh Sóc Trăng.
Phường Phú Lợi có 26,79 km² diện tích tự nhiên và quy mô dân số là 95.516 người.